# Antonio Pascual Abad
Antonio Pascual Abad (Alcoy, 1809-Valencia, 1882) fue un litógrafo y grabador español del siglo XIX.

## Biografía
Fue discípulo de la Academia de San Carlos de Valencia, donde estudió dibujo y grabado. Cuando la reina María Cristina declaró libre la profesión de la litografía, se trasladó a su Alcoy natal, donde fue el primer español en trabajar boj, lito y plancha. Intentó instalar una fábrica de papel de fumar, pero fracasó, por lo que en 1839 se estableció en Valencia. Realizó las láminas del Antiguo y Nuevo Testamento editados por Vicente Boix en 1841, así como una edición de Guzmán de Alfarache (1843-1846).
Fue miembro de la Sociedad Económica de Amigos del País. En las exposiciones regionales de 1845 y 1851 fue premiado por sus adelantos en la litografía y en la fabricación de telas para abanicos. Expuso en la exposición universal de Londres de 1851 conocida como la Gran Exposición. Presentó un proyecto de impresión y edición de un plano de la ciudad de Valencia, lo que le valió ser nombrado litógrafo del Ayuntamiento de Valencia.
Se le considera también uno de los mejores abaniqueros valencianos. También ilustró aucas.
Otras obras suyas son La psiquis (1840) y la Galería pintoresca (1847). También se conocen algunas litografías de santos y vírgenes.
La pintora Isabel Pascual-Abad y Francés fue hija suya.